# Tom Dieusaert
Tom Dieusaert (Merksem, 1967) is een Vlaams schrijver en journalist. Hij woont en werkt sinds 1996 in Zuid-Amerika, voornamelijk in Argentinië. Dieusaert schrijft boeken en publiceert als freelancejournalist in verschillende media zoals Knack, Trends en HUMO. In 2020 verschenen er in de Gazet van Antwerpen twee zomerreeksen van hem over de ontdekkingsreizen van Sebald de Weert en Isaac Lemaire.

## Werk
Tom Dieusaert brak door met zijn boek De laatste rit van de Kever (2005). In dit boek maakt hij met een Volkswagen Kever een reis van Mexico Stad naar de Argentijnse hoofdstad Buenos Aires. Het boek werd vertaald naar het Spaans als Diarios del Vocho. In Koffie en cola (2003) onderzoekt hij het politieke en economische beleid in Latijns-Amerika en het effect van globalisering.
In zijn boek Computer Crash (2017) analyseert hij de rol van de automatische piloot bij vliegtuigongevallen.

### Publicaties
- Koffie en cola: Latijns-Amerika in tijden van globalisering (2003)
- De laatste rit van de Kever: van Mexico Stad naar Buenos Aires (2005)
- Peru (2006)
- Computer Crash: wanneer boordtechnologie faalt (2017)
- Rond de Kaap: Isaac Le Maire contra de VOC (2023)